# تیساچچه
تیساچچه (به مجاری:  Tiszacsécse) یک منطقهٔ مسکونی در سابولچ-ساتمار-برگ در مجارستان است و ۴٫۸۲ کیلومتر مربع مساحت و ۲۴۵ نفر جمعیت دارد.